# مارک برنز
مارک برنز (انگلیسی: Marc Burns؛ زادهٔ ۷ ژانویهٔ ۱۹۸۳) دونده اهل ترینیداد و توباگو است.
از افتخارات وی میتوان به کسب مدال طلا دو ۴×۱۰۰ متر امدادی در بازی‌های المپیک تابستانی ۲۰۰۸ اشاره کرد. 